# Toro de Wall Street
El Toro de Wall Street (en inglés: Wall Street Bull o Charging Bull, lit. "toro embistiendo") es una escultura de bronce que pesa 3200 kg creada por Arturo Di Modica situada en el parque Bowling Green cerca de Wall Street en la ciudad de Nueva York.
La escultura es un toro, el símbolo de fuerza y poder; doblando sus patas delanteras y con la cabeza ligeramente agachada como si estuviese a punto de embestir, que representa al pueblo estadounidense haciendo frente a los poderes financieros. 
Di Modica gastó todos sus ahorros, 300.000 dólares, para crear y situar el toro después de la crisis bursátil de 1987, como un símbolo de la fuerza y el poder de los estadounidenses. La escultura fue idea del artista y no de la ciudad como se ha llegado a decir. En un acto de arte de guerrilla, llevó la estatua el 15 de diciembre de 1989 frente a la bolsa de Nueva York como regalo de Navidad para los ciudadanos de la gran manzana.
El clamor del público cada vez fue mayor para que el Departamento de Parques y Zonas de Recreo de la ciudad de Nueva York colocase esta escultura en la plaza Bowling Green, al final de Broadway.
Esta escultura, una de las obras más fotografiadas, se ha convertido en un destino turístico en el Distrito Financiero en el que se sitúa. Además, ha pasado a ser de forma no oficial el símbolo del Distrito Financiero, y muchas veces se habla de él en los medios otorgándole siempre aires de optimismo y de prosperidad económica.
En 2004, Di Modica anunció que la escultura estaba a la venta porque no tenía dinero para pagar su viaje a Nueva York, con la condición de que no se moviese de su actual localización.
El autor continuó con los derechos de la estatua. En 2006, Di Modica demandó a Random House y a otras compañías debido a que éstas estaban beneficiándose violando el copyright, vendiendo réplicas del toro y utilizando su imagen en campañas de publicidad.

### Vandalismo
En 2019, el toro ha sido vandalizado dos veces. El 7 de septiembre, un hombre de Dallas golpeó la escultura con un banjo, dejando una considerable abolladura en un cuerno. Di Modica vino personalmente a la ciudad al mes siguiente para reparar su creación.  El 7 de octubre, activistas de Extinction Rebellion arrojaron sangre falsa sobre la escultura y representaron una falsa muerte en la plaza cercana.